# Комотто, Джанлука
Джанлука Комотто (итал. Gianluca Comotto; 16 октября 1978, Ивреа, Турин, Пьемонт) — итальянский футболист, правый защитник.

## Карьера
Джанлука Комотто воспитанник клуба серии D «Ивреа», в основе которой он дебютировал в сезоне 1994/95, правда та игра так и осталась единственной в сезоне. Но уже в следующем году Комотто провёл 22 игры и даже открыл счёт своим забитым мячам, после чего перешёл в «Бьеллезе», с которой победил в серии D. Сезон 1997/98 Комотто начал в «Торино», проведя 4 игры и забив 1 мяч, а на следующий год он провёл ещё 8 матчей, однако в туринской команде Комотто, в основном, играл в молодёжном составе, выиграв с командой турнир Вияреджо в 1998 году.
В 1999 году Комотто перешёл в «Виченцу», выйдя с командой в серию А в первом же сезоне. 1 октября 2000 года Комотто дебютировал в серии А в матче с «Миланом», проигранным 0:2. В 2001 году Комотто вернулся в «Торино», где стал твёрдым игроком основы команды. В 2003 году Комотто был взят в аренду «Фиорентиной», проведя 15 матчей, но зимой того же сезона был вынужден уйти из команды, которая не могла платить деньги по арендному договору, сменив клуб на «Реджину», где провёл остаток сезона.
В 2006 году Комотто в очередной раз возвратился в «Торино» и проделал с клубом путь в высший итальянский дивизион. После этого Комотто, в статусе свободного агента, перешёл в «Рому», подписав 3-летний контракт. Но дебютировать за клуб Комотто так и не смог, из-за того, что его вновь отдали в аренду, на этот раз в «Асколи». А по окончании сезона, часть прав на Комотто у «Ромы» выкупил «Торино», заплативший 700 тыс. евро, после удачно проведённого сезона, в котором Комотто забил 3 гола в 35 матчах, «Торино» выкупил оставшуюся часть прав на игрока, заплатив 1,5 млн евро. В сезоне 2007/08 Комотто стал капитаном «Торино», однако вскоре капитанскую повязку у него отняли и отдали Алессандро Розине из-за конфликта с клубом, у которого Комотто требовал своего перехода в «Фиорентину». Несмотря на конфликты и травму, полученную в игре с «Удинезе», Комотто провёл неплохой сезон, сыграв 23 раза и забив один мяч.
5 июля 2008 года «Торино» уступил требованиям Комотто и продал игрока «Фиорентине» за 4,5 млн евро. Он дебютировал в составе 21 сентября с «Болоньей», но быстрой адаптации в команде помешала травма, полученная в начале сезона, однако по восстановлении от неё, Комотто стал твёрдым игроком основы «Фиорентины», проведя почти все оставшиеся матчи.